# TALI
『TALI』（タリ）は、日本のミュージシャンYOSHII LOVINSONの1枚目のシングルである。2003年10月1日発売。発売元はEMIミュージック・ジャパン。

## 概要
- THE YELLOW MONKEY活動休止後のソロデビューシングル。
- CCCDで発売された。

## 収録曲
1. TALI(4:51)
  - 歌詞中の「育子」は「紐育（ニューヨーク）」から。アメリカ同時多発テロに影響を受けて制作されている。
  - この曲のリフは、THE YELLOW MONKEY時代から出来上がっていた。本人曰く「下手したら、イエローモンキーでも演っていたかもしれない。」
  - ソロ活動の中で一番の傑作として、この曲を挙げている[1]。
2. TALI-sea side mix-(4:45)
3. スティルアライヴ(4:19)

作詞・作曲・編曲：YOSHII LOVINSON

## 収録アルバム
- at the BLACK HOLE (#1)
- 18 (#1)
- SUPERNOVACATION (#2,3)